# ピープル・ファースト
ピープル・ファースト（People First）は、知的障害をもつ当事者が、自分たちの問題を自分たちで、自分たちのために発言する、セルフ・アドヴォカシー（Self Advocacy）の団体である。当事者の自己権利擁護といってもいい。「ピープルファースト」という「・」なしの表記も併用される。

## 概要
1973年、アメリカのオレゴン州で、知的障害を持つ人たちの会合で、ある少女が「わたしは、障害者としてではなく、まず人間として扱われたい」と発言したことがきっかけとなって、この運動名が生まれた。1974年には、カナダで初めてピープル・ファーストのグループが誕生し、1984年にはカナダ全土にピープル・ファーストの地方組織が誕生した。1995年の国内では最初のこの団体、ピープル・ファースト話し合おう会が東京で誕生している。現在では、全国各地に相次いでローカル組織が生まれつつある。東京、兵庫、北海道など。北海道から九州まで、主要都市の周辺に万遍なくグループができてきたが、地域によっては団体名にピープル・ファーストという言葉を入れていない団体もある。たとえば、ぴあねっと浜松、ヘルプセンターじゃんぷといったようなものである。既存の当事者団体がそのままピープル・ファーストを目指す団体に移行したり、その他の個々の事情によるものと思われる。当初は知的障害の人たちの団体であったが、それ以外の障害の人たちの組織もある。
現在は、ピープル・ファーストの国際会議も行われている。こうした活動を通して、当事者が互いにエンパワメントの機会を増やしていくこと、またそれを健常者も理解し、支援していくことが望まれる。
カリフォルニア・ピープルファーストの編になる『私たち、遅れているの？知的障害者はつくられる』（現代書館、1998年）が、この方面の動向をよくまとめて紹介してくれている。